# رابرت سیالدینی
رابرت سیالدینی (انگلیسی: Robert Cialdini؛ زادهٔ ۲۷ آوریل ۱۹۴۵) روان‌شناس، و نویسنده اهل ایالات متحده آمریکا است.